# Jak-43
Jak-43 (ros. Як-43) – niezrealizowany projekt radzieckiego wielozadaniowego samolotu myśliwskiego o właściwościach STOL bazowania lądowego. Maszyna miała być głęboką modernizacją samolotu Jak-41.

## Historia
Prace nad nowym samolotem, oznaczonym jako Jak-43, rozpoczęto w 1980 roku. Prace prowadzono równolegle z projektem Jak-41. Wersja 43, miała być przeznaczona do operowania z lotnisk lądowych, pozbawiona możliwości pionowego startu i lądowania. Jednak dzięki posiadaniu silnika z ruchomą dyszą, rozbieg samolotu mógłby zostać skrócony do 120 metrów. Dzięki usunięciu jednostek startowych RD-41, znajdujących się w pionowzlocie Jak-41, wygospodarowano dodatkowe miejsce na zbiorniki paliwa, tym samym, Jak-43 miał dysponować zwiększonym, w porównaniu do swojego pierwowzoru, zasięgiem. Planowano zwiększyć rozpiętość maszyny. Kadłub i skrzydła miały być zbudowane w nowym układzie konstrukcyjnym, w którym obydwa elementy, stanowiłyby konstrukcyjnie jedną całość. Planowano również zastosowanie układów i rozwiązań, obniżających skuteczną powierzchnię odbicia radiolokacyjnego. Z powodu przerwania prac na Jak-41 i wstrzymaniem finansowania na początku lat 90. XX wieku, projekt został zarzucony.